# Croix d'Ardes
La croix d'Ardes est une croix monumentale située en France sur la commune d'Ardes, dans la région Auvergne-Rhône-Alpes.

## Localisation
La croix monumentale est située dans le département français du Puy-de-Dôme, sur la commune d'Ardes, dans l'ancienne région administrative d'Auvergne.

## Historique
La croix remonte au XVIe siècle.

## Description
Sur la face avant de la croix se trouve un crucifix, tandis que l'autre côté présente une Vierge debout portant l'Enfant. Sous ses pieds, un ange tient un livre. Plus bas, un nœud séparant le fût de la croix illustre l'Annonciation, où la Vierge, debout, écoute un ange agenouillé devant elle qui lui parle. Le croisillon, datant du XVe siècle, est orné de gros fleurons et se termine par des rosaces. Deux griffons figurent de part et d'autre.

## Protection
La croix est inscrite au titre des monuments historiques par arrêté du 21 octobre 1925.